# Ministère du Renseignement de la république islamique d'Iran

Le ministère du Renseignement de la république islamique d'Iran (en persan : وزارت اطلاعات جمهوری اسلامی ایران) ou VAJA (en persan : واجا) est la principale agence de renseignement iranienne et membre du Conseil de coordination du renseignement. Il est aussi connu sous son ancien nom de VEVAK, acronyme de Vezārat-e Ettelā'at va Amniat-e Keshvar.
Élément essentiel de l'appareil de sécurité de la république islamique, il est particulièrement bien financé et équipé au regard des autres ministères, constituant souvent le bras armé de la politique étrangère du gouvernement iranien. Jusqu'à sa récente réorganisation, il a souvent été accusé de participer à des activités extra-territoriales, notamment l'assassinat d'opposants politiques et d'étrangers ciblés par le régime et l'entraînement et le financement du Hezbollah.
Depuis le 25 août 2021, Esmaïl Khatib est le ministre du Renseignement de la république islamique d'Iran.

## Historique
Créé pour remplacer la SAVAK du shah, renversé par la révolution islamique de 1979, le degré de continuité entre les deux agences est difficile à déterminer tant leur base idéologique diffère, bien que le rôle reste sensiblement le même. Il est probable qu'aux premiers efforts pour purger l'organisation ait succédé un certain pragmatisme qui a permis de conserver l'essentiel du personnel, qui avait été particulièrement actif dans l'infiltration de groupes dissidents de gauche ainsi que du Parti Baas de l'Irak voisin.
C'est l'ayatollah Rouhollah Khomeini qui formalisa la constitution des services secrets en un ministère de plein droit : le ministère prit finalement corps le 18 août 1984, remplaçant par la même de nombreuses petites agences gouvernementales concurrentes. Il est placé sous l'autorité directe du guide suprême et le ministre de cette institution doit être un mujtahid.

## Ministres titulaires
| Ministre                         | Mandat                      | Photo | Chef d'Etat                                                  | Guide de la Révolution |
| -------------------------------- | --------------------------- | ----- | ------------------------------------------------------------ | ---------------------- |
| Mohammad Reyshahri               | 1984 -1989                  |       | Mir-Hossein Mousavi (premier ministre)                       | Rouhollah Khomeini     |
| Ali Fallahian                    | 1989 - 1997                 |       | Ali Akbar Hashemi Rafsanjani                                 | Ali Khamenei           |
| Ghorbanali Dorri-Najafabadi (en) | 1997 - 2000                 |       | Mohammad Khatami                                             | Ali Khamenei           |
| Ali Younesi                      | 2000 - 2005                 |       | Mohammad Khatami                                             | Ali Khamenei           |
| Gholam Hossein Mohseni-Ejehei    | 2005 - 2009                 |       | Mahmoud Ahmadinejad                                          | Ali Khamenei           |
| Heydar Moslehi                   | 5 août 2009 - 15 août 2013  |       | Mahmoud Ahmadinejad                                          | Ali Khamenei           |
| Mahmoud Alavi                    | 15 août 2013 - 25 août 2021 |       | Hassan Rouhani                                               | Ali Khamenei           |
| Esmaïl Khatib                    | depuis le 25 août 2021      |       | Ebrahim Raïssi Mohammad Mokhber (intérim) Massoud Pezechkian | Ali Khamenei           |